# East Vandergrift
East Vandergrift é um distrito localizado no estado norte-americano de Pensilvânia, no Condado de Westmoreland.

## Demografia
Segundo o censo norte-americano de 2000, a sua população era de 742 habitantes.
Em 2006, foi estimada uma população de 698, um decréscimo de 44 (-5.9%).

## Geografia
De acordo com o United States Census Bureau tem uma área de
0,4 km², dos quais 0,3 km² cobertos por terra e 0,1 km² cobertos por água.

## Localidades na vizinhança
O diagrama seguinte representa as localidades num raio de 4 km ao redor de East Vandergrift.